# Steps Point
Steps Point is het zuidelijkste punt van het eiland Tutuila in Amerikaans-Samoa.
Het ligt op ongeveer gelijke afstand van Leone en Vaitogi. De kust is rotsachtig (basalt) met slechts een enkel klein strand. Direct achter de kustlijn is het terrein bebost. De zuidelijkste punt is slecht bereikbaar. 